# (7) Iris
Pour les articles homonymes, voir Iris.
(7) Iris est un astéroïde de la ceinture principale. Il a une surface claire et semble être composé de nickel, de fer et de silicates de magnésium.
Iris fut la première découverte, le 13 août 1847, de J. R. Hind de Londres, au Royaume-Uni. Il porte le nom de la déesse grecque de l'arc-en-ciel, Iris, sœur des Harpies et messagère des dieux, en particulier Junon. Sa qualité de servante de Junon était particulièrement appropriée car il fut découvert suivant 3 Junon par moins d'une heure d'ascension droite.
Les premiers astéroïdes découverts possèdent un symbole astronomique et celui de Iris est 
Iris occulta une étoile le 26 mai 1995, et une autre le 25 juillet 1997. Les deux observations lui donnent un diamètre d'environ 200 km.

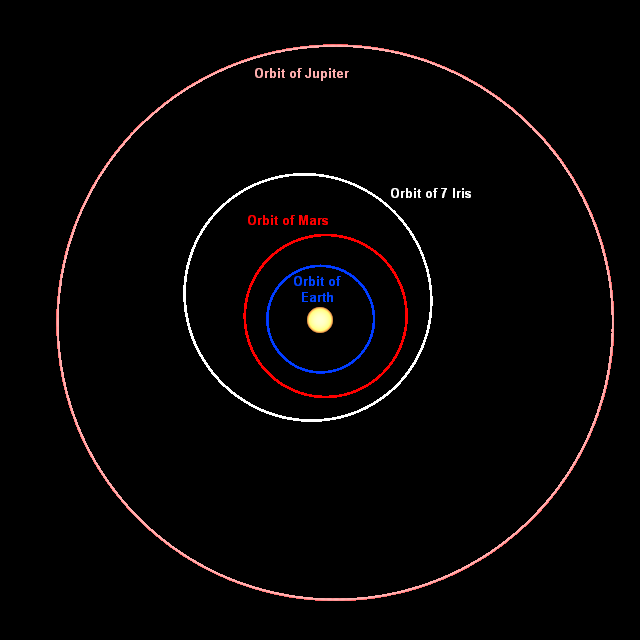
Orbite de 7 Iris

Opposition de l'astéroïde 7 Iris avec le Soleil :
- 29 mai 2016 (dist. au Soleil = 2,866 UA ; magnitude = 9,2)
- 27 octobre 2017 à 9 h 4.

## Compléments